# Internationale Filmfestspiele von Cannes 1971
Die 24. Internationalen Filmfestspiele von Cannes 1971 fanden vom 12. Mai bis zum 27. Mai 1971 statt.

## Wettbewerb
Im Wettbewerb dieses Festivals wurden folgende Filme gezeigt:
| Filmtitel                         | Regisseur                       | Produktionsland                  | Darsteller (Auswahl)                                |
| Animale bolnave                   | Nicolae Breban                  | Rumänien                         |                                                     |
| Apokal                            | Paul Anczykowski                | Deutschland                      | Tilo Prückner                                       |
| Le bateau sur l’herbe             | Gérard Brach                    | Frankreich                       | Claude Jade, Jean-Pierre Cassel                     |
| La Califfa                        | Alberto Bevilacqua              | Italien, Frankreich              | Romy Schneider, Ugo Tognazzi                        |
| Drive, He Said                    | Jack Nicholson                  | USA                              | William Tepper, Karen Black, Bruce Dern             |
| Familienleben                     | Krzysztof Zanussi               | Polen                            | Daniel Olbrychski, Jan Kreczmar                     |
| Die Flucht                        | Alexander Alow, Wladimir Naumow | Sowjetunion                      | Ljudmila Saweljewa, Alexei Batalow                  |
| Goya, historia de una soledad     | Nino Quevedo                    | Spanien                          | Francisco Rabal                                     |
| Die größten Gauner weit und breit | Silvio Narizzano                | Großbritannien                   | Richard Attenborough, Lee Remick                    |
| Herzflimmern                      | Louis Malle                     | Frankreich, Italien, Deutschland | Lea Massari, Daniel Gélin                           |
| Ich bin durchgebrannt             | Miloš Forman                    | USA                              | Lynn Carlin                                         |
| Joe Hill                          | Bo Widerberg                    | Schweden, USA                    | Thommy Berggren                                     |
| Johnny zieht in den Krieg         | Dalton Trumbo                   | USA                              | Timothy Bottoms, Jason Robards, Donald Sutherland   |
| Mira                              | Fons Rademakers                 | Belgien, Niederlande             |                                                     |
| Der Mittler*                      | Joseph Losey                    | Großbritannien                   | Julie Christie, Alan Bates, Michael Redgrave        |
| Musketier mit Hieb und Stich      | Jean-Paul Rappeneau             | Italien, Frankreich, Rumänien    | Jean-Paul Belmondo, Marlène Jobert, Laura Antonelli |
| Panik im Needle Park              | Jerry Schatzberg                | USA                              | Al Pacino, Kitty Winn                               |
| Per grazia ricevuta               | Nino Manfredi                   | Italien                          | Nino Manfredi, Lionel Stander                       |
| Pindorama                         | Arnaldo Jabor                   | Brasilien                        |                                                     |
| Raphael, der Wüstling             | Michel Deville                  | Frankreich                       | Maurice Ronet, Brigitte Fossey                      |
| Sacco und Vanzetti                | Giuliano Montaldo               | Italien, Frankreich              | Gian Maria Volonté, Riccardo Cucciolla              |
| Liebe                             | Károly Makk                     | Ungarn                           |                                                     |
| Tod in Venedig                    | Luchino Visconti                | Italien, Frankreich              | Dirk Bogarde, Romolo Valli, Marisa Berenson         |
| Ferien in der Hölle               | Ted Kotcheff                    | Australien, USA                  | Donald Pleasence                                    |
| Walkabout                         | Nicolas Roeg                    | Großbritannien                   | Jenny Agutter                                       |
| Yami no naka no chimimoryo        | Kō Nakahira                     | Japan                            |                                                     |

* = Grand Prix

## Internationale Jury
Jurypräsidentin war in diesem Jahr die französische Schauspielerin Michèle Morgan. Weitere Jurymitglieder: Pierre Billard, Michael Birkett, Anselmo Duarte, István Gaál, Sergio Leone, Aleksandar Petrović, Maurice Rheims und Erich Segal.

## Preisträger
- Grand Prix: Der Mittler
- Großer Preis der Jury: Johnny zieht in den Krieg und Ich bin durchgebrannt
- Bester Schauspieler: Riccardo Cucciolla in Sacco und Vanzetti
- Beste Schauspielerin: Kitty Winn in Panik im Needle Park
- Sonderpreis: Joe Hill und Szerelem

## Weitere Preise
- FIPRESCI-Preis: Johnny zieht in den Krieg
- Sonderpreis zum 25-jährigen Jubiläum des Festivals: Tod in Venedig
- Preis für den besten Debütfilm: Per grazia ricevuta von Nino Manfredi